# Minami Minegishi
Minami Minegishi (峯岸 みなみ, Minegishi Minami, Tóquio, 15 de novembro de 1992) é uma ídolo, cantora e atriz japonês, bem como membro do grupo AKB48.

## Carreira
Minegishi é um dos membros originais do AKB48, estreando com "Equipe A" em 2005, produzido por Yasushi Akimoto. Ela é um dos membros mais populares, terminando em 14 º no "eleições gerais" quarto em 2012 com 25.638 votos.  Ela também é um dos três membros do seu sub-grupo no3b , com quem jogou em Mendol o drama, Ikemen Idol em 2008 e cantou sua canção tema como a banda fictícia "Personna". Ela também tem sido um convidado frequente em programas de variedades da televisão. Além de aparecer em comerciais como membro do AKB48, ela também apareceu em alguns por si mesma. 
Tornou-se assim o membro AKB48 primeiro a ser rebaixado para kenkyūsei em quatro anos desde Miki Saotome no final de janeiro de 2009. No mesmo dia, 31 de janeiro de canal AKB48 oficial publicado um vídeo de Minegishi com a cabeça raspada (ou mais precisamente reduzida a um corte de tripulação),
Numerosos meios de comunicação internacionais informaram o incidente, incluindo a BBC, CNN , Daily News,  The Guardian, ABC, The Huffington Post, The Globe and Mail, o Straits Times, Le Matin, L'Orient-Le Jour, Radio Programas del Perú, G1,  global Times, Aftonbladet, The New Age , Spiegel online, e Al Jazeera Inglês.

## Filmografia
| Ano  | Filme ou série          | Personagem         | Notas       |
| ---- | ----------------------- | ------------------ | ----------- |
| 2007 | Faitenshon              | Minami             | TV Series   |
| 2007 | Densen uta              |                    |             |
| 2007 | Joshideka!: Joshi Keiji |                    |             |
| 2008 | Guren Onna              |                    | 5 episódio  |
| 2008 | Cat Street              | Yukari             |             |
| 2011 | Men doru: Ikemen aidoru | Kuu / Hinata Otowa | 12 episódio |
| 2012 | Soup Curry              | Megumi             | 1 episódio  |
| 2013 | So Long!                |                    | 1 episódio  |